# تمب غروه (مقاطعة فسا)
تمب غروه (بالفارسية: تمب گروه) هي قرية تقع في قسم ميانده الريفي في إيران.